# Ignacio Ramírez (Chiapas)
Ignacio Ramírez es una localidad del estado mexicano de Chiapas. Es parte del municipio de Tonalá.

## Toponimia
El nombre de la localidad rinde homenaje a Ignacio Ramírez «El Nigromante», intelectual liberal del siglo XIX y promotor de la Separación Iglesia-Estado.

## Demografía
| Gráfica de evolución demográfica |
|                                  |

| Censo | Población |
| ----- | --------- |
| 1940  | 239       |
| 1950  | 495       |
| 1960  | 773       |
| 1970  | 1 061     |
| 1980  | 1 105     |
| 1990  | 1 351     |
| 2000  | 1 474     |
| 2010  | 1 689     |
| 2020  | 1 740     |